# Gabriel Fauré
Gabriel Urbain Fauré (Pamiers, 12 maggio 1845 – Parigi, 4 novembre 1924) è stato un compositore e organista francese.
Insieme a Debussy, Ravel e Saint-Saëns, è considerato uno dei grandi musicisti francesi della fine del XIX secolo e dell'inizio del XX secolo.

## Biografia
Gabriel Fauré è figlio di Toussaint-Honoré Fauré e di Marie-Antoinette-Hélène Lalène-Laprade. Nei primi anni della sua infanzia è affidato alle cure di una balia. All'età di nove anni lascia la casa paterna di Pamiers e va a Parigi per studiare alla Scuola Niedermeyer, dove si formano gli organisti di chiesa e i maestri di cappella. Vi studia undici anni con diversi musicisti di primo piano, fra cui Camille Saint-Saëns che gli illustra la musica dei compositori contemporanei (Robert Schumann, Franz Liszt).
Nel 1870, Fauré si arruola nell'esercito e partecipa ai combattimenti per togliere l'assedio di Parigi durante la Guerra franco-prussiana. Durante la Comune di Parigi, si rifugia prima a Rambouillet e poi in Svizzera, dove insegna alla Scuola Niedermeyer che era stata trasferita lì. Torna a Parigi nell'ottobre 1871 e diventa organista titolare della chiesa di Saint-Sulpice, pur continuando a frequentare regolarmente il circolo di Saint-Saëns e di Pauline Garcia-Viardot. Vi incontra i principali musicisti parigini del tempo e fonda con loro la Société Nationale de Musique.
Nel 1874, Fauré smette di lavorare a  Saint-Sulpice e sostituisce Saint-Saëns, spesso assente, alla Église de la Madeleine. Quando quest'ultimo va in pensione nel 1877, Fauré diventa maestro del coro. Nello stesso periodo si fidanza con Marianne Viardot, la figlia di Pauline, ma il fidanzamento è presto rotto da Marianne. Deluso, parte per Weimar, dove incontra Liszt, poi va a Colonia per assistere alle rappresentazioni de L'anello del Nibelungo di Richard Wagner. Fauré ammirava Wagner, ma fu anche uno dei pochi compositori della sua generazione a non risentire del suo influsso.
Nel 1883, Fauré sposa Marie Fremiet, dalla quale ha due figli. Per mantenere la famiglia, Fauré prosegue nel suo lavoro di organista della Chiesa della Madeleine e dà lezioni private di pianoforte e d'armonia. Riesce ad avere il tempo per comporre solo in estate e con le sue composizioni non guadagna molto. In questo periodo Gabriel Fauré scrive diverse opere importanti, numerosi pezzi per pianoforte e canzoni, ma le distrugge quasi tutte dopo averle fatte eseguire, di esse conserverà solo qualche movimento per riutilizzarne i motivi.
Durante la giovinezza Fauré era un ragazzo allegro, ma la rottura del suo fidanzamento e la sua sensazione di uno scarso riconoscimento dei suoi meriti musicali lo avevano portato alla depressione, che egli, alla moda dell'epoca, chiamava « spleen ». Tuttavia, nel 1890, la fortuna gli arride. Fa un viaggio a Venezia, dove incontra degli amici e scrive diverse opere. Nel 1892, diventa ispettore dei conservatori musicali in provincia e non è più costretto a dare lezioni private a studenti dilettanti. Nel 1896 è nominato organista capo della Chiesa della Madeleine e succede a Jules Massenet come professore di composizione al Conservatorio di Parigi. Insegna allora a grandi compositori come Maurice Ravel, Georges Enesco, Alfredo Casella, Lili e Nadia Boulanger.
Dal 1903 al 1921, Fauré fa anche il critico musicale per Le Figaro. Nel 1905 succede a Théodore Dubois come direttore del Conservatorio di Parigi, a cui porta numerose innovazioni. La sua situazione finanziaria diviene più rosea, cresce la sua reputazione di compositore e la sua depressione è solo un lontano ricordo. Fauré è eletto all'Institut de France nel 1909. Rompe allora con la vecchia Société Nationale de Musique. Ma il suo udito diminuisce e percepisce male le alte e le basse frequenze.
La sua responsabilità al Conservatorio, unita alla diminuzione del suo udito, fanno sì che la produzione di Fauré si riduca molto. Durante la prima guerra mondiale resta in Francia. Nel 1920, a 75 anni, va in pensione dal Conservatorio. Lo stesso anno riceve la Gran Croce della Legion d'onore, un'onorificenza ancora rara per un musicista. La sua salute è fragile, in parte a causa di un eccessivo consumo di tabacco. Malgrado ciò, continua a seguire i giovani compositori, in particolare i membri del gruppo dei Sei.
Gabriel Fauré muore di polmonite a Parigi nel 1924. Riceve l'onore dei funerali di Stato alla Église de la Madeleine. Le sue spoglie riposano nel Cimitero di Passy a Parigi. Il suo ruolo di direttore del Conservatorio Superiore di Parigi rivela quanto fosse considerato tra i musicisti del suo tempo, in particolare per il ruolo didattico e di educatore. Fu uno dei musicisti studiati a lungo dal filosofo Vladimir Jankélévitch (1903-1985).

## Musica
Le opere di Fauré, di fattura classica, si distinguono tanto per la finezza della loro melodia, quanto per l'equilibrio della loro composizione. Il linguaggio armonico di Gabriel Fauré è ancora oggi studiato nei conservatori. È uno stile di scrittura a parti intere, che presenta numerose idee originali. Se Gabriel Fauré è riconosciuto per il suo genio armonico, è anche considerato come il maestro della melodia francese.

### Un'opera d'interiorità
A Gabriel Fauré interessava più l'idea musicale che l'orchestrazione. Così, se ci ha lasciato quasi un centinaio di melodie e un repertorio conseguente nel campo della musica da camera e da salotto, non ci ha lasciato che una decina di pezzi per orchestra, destinati specialmente al teatro. Se questi hanno avuto grande successo, la loro orchestrazione resta piuttosto classica e, in linea di massima, le formazioni adottate da Gabriel Fauré non portano grandi innovazioni di timbri (per esempio, non utilizza praticamente mai strumenti a fiato nella musica da camera).
Il messaggio di Fauré è tutto intimistico, scaturisce dall'interiore e tende verso la purezza dell'idea musicale. Ciò lo porta a non ricercare i grandi effetti, a volte molto apprezzati, della sua epoca, come le audaci orchestrazioni d'un Wagner, d'un Debussy o ancora d'uno Stravinsky (vedi Citazione più in basso). Se la musica di Fauré non esclude accenti romantici e violenze passeggere (specialmente nella sua Fantaisie), questo aspetto "interiore" della sua musica si è accentuato con l'età, specialmente nelle sue opere più tarde, che ci danno testimonianza d'un "ascetismo" musicale che ha disorientato ai suoi tempi e ha anche oggi i suoi fautori come i suoi detrattori.
Coperta da questo classicismo d'apparenza, l'originalità del messaggio di Fauré ha potuto a volte essere malintesa.

### Influenze
Le opere di Fauré vanno dal puro classicismo – quando all'inizio della sua carriera, imita lo stile di Haydn e di Mendelssohn – al romanticismo, per approdare a un'estetica del XX secolo. Sono basate su una profonda assimilazione delle strutture armoniche che aveva appreso, alla Scuola Niedermeyer, dal suo professore Gustave Lefèvre, che aveva scritto nel 1889 un Traité d'harmonie. Quest'opera presenta una teoria dell'armonia sensibilmente differente dalla teoria classica di Jean-Philippe Rameau: gli accordi di settima e di nona non vi sono più considerati come dissonanti e la terza può essere alterata senza cambiare il modo. Così, prima ancora di scoprire la musica romantica del suo tempo, il giovane Gabriel Fauré ha seguito anzitutto un insegnamento nell'ambito della scuola Niedermeyer che lasciava ampio spazio alla musica religiosa e ai modi di chiesa. Quest'influenza essenziale contribuisce all'originalità della scrittura di Fauré rispetto ai compositori del suo tempo e si ritrova lungo tutto il corso della sua opera compositiva, tanto per l'uso di concatenazioni armoniche modali, che per la scrittura di linee melodiche dall'ambito ridotto e senza grandi pause, che denotano l'influenza del canto gregoriano, specialmente nelle sue melodie o ancora nel suo secondo quintetto per archi e pianoforte.
In opposizione al suo stile armonico e melodico molto innovatore per il suo tempo, i sottili motivi ritmici sono ripetitivi, con modulazioni similari a quelle che si possono trovare nella musica di Brahms. Così, Fauré sottende spesso la sua linea melodica con un flusso continuo che divide le sue opere in grandi curve dinamiche. Ciò si può avvertire soprattutto nelle sue melodie o ancora nelle sue opere per piano (Notturni e Barcarole).
Queste ultime infatti fanno uso di arpeggi e di una melodia frammischiate a due mani, con delle sostituzioni di dita, naturali per l'organista, ma la cui interpretazione è a volte difficile per il pianista. La sua opera pianistica in generale si richiama a certi pezzi di Schumann o di Chopin, compositori che Camille Saint-Saëns aveva fatto scoprire al giovane Gabriel Fauré.
Infine, Gabriel Fauré non ignorava la musica di Richard Wagner la cui influenza era considerevole alla fine del XIX secolo negli ambienti culturali europei. Essendosi recato al festival di Bayreuth, aveva composto con André Messager un pezzo per piano à quattro mani intitolato Souvenirs de Bayreuth mescolando i principali temi della Tetralogia. L'influenza di Wagner sulla musica di Fauré è tanto più discreta quanto il loro temperamento è differente, ma resta sensibile in certi componimenti, come il Prélude de Pelléas et Mélisande o l'introduzione di Tendresse della suite Dolly.

### Evoluzioni
L'evoluzione dello stile di Gabriel Fauré viene spesso descritta, distinguendo le sue composizioni in tre periodi (o maniere).
Il primo periodo giunge fino al 1890 e comprende alcune delle opere più conosciute di Fauré come la melodia Dopo un sogno o l'elegia per violoncello e piano. La Siciliana tratta dalla suite Pelléas et Mélisande si rifà a questa prima maniera. Questo periodo è caratterizzato dall'influenza della musica tedesca e italiana e da un certo classicismo.
Si fa iniziare il secondo periodo di Fauré con le Melodie di Venezia (1891) all'inizio del XX secolo. Questo periodo è caratterizzato da una grande finezza armonica, da un senso della sensualità e da numerose audacie armoniche (in Shylock per esempio).
Il terzo periodo comprende i cicli di melodie degli ultimi anni di vita di Fauré (La Canzone d'Eva (1910), Miraggi (1919) o ancora L'Orizzonte Chimerico (1921)). Vi si colloca anche il secondo quintetto in do minore (1921) o ancora il quartetto d'archi in mi minore (1924). Questo periodo coincide con i problemi di salute che affliggono Gabriel Fauré, che soffre di una grave ipoacusia che gli altera la percezione dei bassi e degli acuti. Si è spesso spiegata con questa infermità l'evoluzione della musica di Fauré, caratteristica di questa terza maniera, verso una maggiore essenzialità, una maggiore staticità, fino a diventare quasi smaterializzata.
Questa "terza maniera" è indubbiamente la più esposta a interpretazioni controverse e la meno conosciuta. Alcuni la considerano come un periodo di aridità e di declino, mentre altri vi scorgono l'esito geniale di una ricerca musicale completamente sganciata dalle tendenze musicali della sua epoca.
Anche se questa suddivisione in tre periodi è comoda per descrivere l'evoluzione stilistica di Fauré, essa non può essere rigida, infatti spesso i periodi si intersecano nel tempo. Così la Sérénade per violoncello e piano, pur ricadendo nel terzo periodo per data di composizione (1908), per lo stile si rifà alla prima maniera.

## Opere
Compositore prolifico, da menzionare tra le sue opere senz'altro sono il suo Requiem, l'opera Pénélope, la suite per orchestra Masques et bergamasques (basata su musica per un dramma teatrale, o divertissement comique), e la musica per Pelléas et Mélisande. Scrisse anche musica da camera; i suoi due quartetti con pianoforte sono molto conosciuti. Altre opere di musica da camera comprendono due quintetti, due sonate per violoncello e pianoforte, due sonate per violino e pianoforte e circa sessanta opere per pianoforte solo (13 notturni,13 barcarolles, 9 preludi, 5 improvvisi, 4 capricci, 3 romanze e altri pezzi vari). È noto anche per alcune sue mélodies, quali Clair de lune, Après un rêve, Les roses d'Ispahan, En prière e alcuni cicli di mélodies, tra cui La Bonne Chanson su poesie di Verlaine.

## Il Requiem
Il Requiem, Op. 48, non fu composto in memoria di una persona in particolare, ma come dicono le parole di Fauré, ‘solo per il piacere di farlo’. Fu eseguito per la prima volta nel 1888 in occasione dei funerali di un architetto francese. Molti lo descrivono come una ninna nanna della morte. Persino oggi, in molte zone d'Italia, il canto dell'In paradisum, segue la messa funebre e precede il pio ufficio della sepoltura. Il contrappunto vocale nel Requiem di Fauré è ben costruito e ricco di cromatismi, l'uso dell'organo deriva da Franck. I colori sono molto delicati e i forti emergono all'improvviso. Molti lo accostano all'Ein deutsches Requiem di Johannes Brahms. Il Requiem di Fauré è anche riconosciuto come fonte di ispirazione per un'opera simile di Maurice Duruflé. Il Pie Jesu fu usato da Michael Jackson come introduzione al brano Little Susie dell'album HIStory: Past, Present and Future (1995)

## Opere principali
- Le bourgeois gentilhomme
- Pavane
- Ballade per pianoforte e orchestra
- Berceuse per violino e pianoforte
- Elégie, Romance e Sérénade per violoncello e pianoforte

- Dolly Suite
- La bonne chanson
- Cinq mélodies de Venise
- L'horizon chimérique
- Impromptu
- La chanson d'Eve
- Le jardin clos
- Requiem
- Messe des pêcheurs de Villerville
- Messe basse
- Cantique de Jean Racine
- Sonata per violino n. 1
- Sonata per violino n. 2
- Trio per pianoforte
- Quartetto d'archi
- Romance, Berceuse e Andante per violino e pianoforte
- Tredici Barcarole
- Tredici Notturni
- Cinque Improvvisi
- Ballate
- Pénélope
- Sicilienne
- Fantasia per flauto e pianoforte

## Catalogo completo delle opere
| Anno      | Op.        | Opera | Tipo di opera                            |
| --------- | ---------- | --- | ---------------------------------------- |
| -         | s. op.     | Plainte des Oceanides | -                                        |
| 1861/62   | Op. 001    | Chansons op. 01 de Victor Hugo [I. Le Papillon et la fleur.- II. Mai], melodia con piano.                                                                   | Musica vocale (piano)                    |
| 1863      | Op. 011    | Cantique de Jean Racine, coro e organo o piano. | Musica corale (organo)                   |
| 1863      | Op. 017    | [3] Romances sans paroles, op. 17. | Musica solista (piano)                   |
| 1865      | s. op.     | Gavotte pour piano (opera giovanile). | Musica solista (piano)                   |
| 1866      | Op. 002    | Chansons op. 02 [I. Dans les ruines d'une abbaye.- II. Les matelots (Th. Gautier)], melodia con piano.                                                      | Musica vocale (piano)                    |
| 1869      | s. op.     | Cadence pour concerto de piano de Beethoven. | Musica solista (piano)                   |
| 1870,77   | Op. 007    | Chansons, op. 07 [I. Aprés un rêve (R. Bussine).- II. Hymne (Baudelaire).- III. Barcarolle (M. Monnier)], melodia con piano.                                | Musica vocale (piano)                    |
| 1871,62   | Op. 005    | Chansons op. 05 [I. Chant d'automne (Baudelaire).- II. Rêve d'amour (V. Hugo).- III. L'absent (V. Hugo)], melodia con piano.                                | Musica vocale (piano)                    |
| 1871,75   | Op. 008    | Chansons op. 08 [I. Au bord de l'eau II. La Ranpon III. Ici bas! (Sully-Prudhomme)], melodia con piano.                                                     | Musica vocale (piano)                    |
| 1871,78   | Op. 003    | Chansons op. 03 [I. Seule!. (Th. Gautier.- II. Sérénade toscane (R. Bussine)], melodia con piano.                                                           | Musica vocale (piano)                    |
| 1872,7    | Op. 004    | Chansons op. 04 [I. Chanson de pêcheur (Th. Gautier).- II. Lydia (Leconte de Lisle)], melodia con piano.                                                    | Musica vocale (piano)                    |
| 1873      | Op. 006    | Chansons op. 06 [I. Aubade (Louis Pommey.- II. Tristesse (Th. Gautier.- III. Sylvia (P. de Choudens).                                                       | Musica vocale (piano)                    |
| 1874      | Op. 009    | Op. 09 | -                                        |
| 1874      | Op. 010    | Due op. 10 [I. Puisqu'ici bas (V. Hugo), II. Tarentelle (M. Monnier)], per 2 soprano e piano.                                                               | Musica vocale (piano)                    |
| 1875      | Op. 012    | Les Djinns (V. Hugo) op. 12, coro con orchestra o piano. | Musica corale (orchestra)                |
| 1875/76   | Op. 013    | Sonata per violino e piano nº 1. | Musica strumentale (violino e piano)     |
| 1876      | Op. 093    | Ave Maria (circa 1876, modificata due volte e pubblicata con il nº di op. 93, 1906).                                                                        | Musica vocale (piano)                    |
| 1876      | Op. 015    | Quartetto per piano e archi nº 1, op. 15 (rev. 1883). | Musica da camera (quartetto)             |
| 1877      | Op. 028    | Romance op. 28, per violino e piano. | Musica strumentale (violino e piano)     |
| 1878      | Op. 007/1  | Aprés un rêve, op. 7 nº 1, per violoncello o piano (o orchestra).                                                                                           | Musica strumentale (violoncello e piano) |
| 1878      | Op. 018    | Chansons op. 18 [I. Nell (Leconte de Lisie).- II. Le Voyageur.- III. Automne (A. Silvestre], melodia con piano.                                             | Musica vocale (piano)                    |
| 1878/79   | Op. 014    | Concerto per violino e orchestra (incompiuto). | Musica orchestrale (concerto)            |
| 1879      | Op. 019    | Ballade, op. 19 (originale solo per piano). | Musica solista (piano)                   |
| 1880      | s. op.     | Souvenirs de Bayreuth (in collaborazione con André Messager).                                                                                               | Musica solista (piano)                   |
| 1880      | s. op.     | Messe basse, per 3 voci femminili e organo. | Musica corale (messa)                    |
| 1880      | Op. 016    | Berceuse, op. 16, per violoncello e piano. | Musica strumentale (violoncello e piano) |
| 1880      | Op. 021    | Poème d'un jour (Ch. Grandinotijin) [I. Rencontre.- II. Toujours.- III. Adieu], melodia con piano.                                                          | Musica vocale (piano)                    |
| 1881      | Op. 019.a  | Ballade, op. 19 (per piano e orchestra). | Musica orchestrale (concertante)         |
| 1881      | Op. 020    | Suite d'orchestre en fa. | Musica orchestrale                       |
| 1881      | Op. 022    | Ruisseau, per coro femminile, a 2 voci e piano. | Musica corale (piano)                    |
| 1881/82   | Op. 023    | Chansons op. 23 [I. Les Berceaux (Sully-Prudhomme.- II. Notre Amour (A. Silvestre).- III. Le Secret], melodia con piano.                                    | Musica vocale (piano)                    |
| 1882      | Op. 025    | Impromptu nº 1, op. 25, per piano. | Musica solista (piano)                   |
| 1882      | Op. 026    | Barcarola nº 01, op. 26, per piano. | Musica solista (piano)                   |
| 1882      | Op. 029    | La Naissance de Venus, scena mitologica per solisti, coro e orchestra.                                                                                      | Musica corale (orchestra)                |
| 1882, 83  | Op. 027    | Chansons op. 27 [I. Chanson d'amour II. La Fée aux chansons (A. Silvestre)], melodia con piano.                                                             | Musica vocale (piano)                    |
| 1883      | Op. 016a   | Berceuse, op. 16, per violoncello e orchestra. | Musica orchestrale (concertante)         |
| 1883      | Op. 024    | Elegie, op. 24, per violoncello e piano. | Musica strumentale (violoncello e piano) |
| 1883      | Op. 024a   | Elegie, op. 24, per violoncello e orchestra. | Musica orchestrale (concerto)            |
| 1883      | Op. 030    | Valse-caprice nº 1, op. 30, per piano. | Musica solista (piano)                   |
| 1883      | Op. 031    | Impromptu nº 2, op. 31, per piano. | Musica solista (piano)                   |
| 1883      | Op. 032    | Mazurca, per piano. | Musica solista (piano)                   |
| 1883      | Op. 033    | Notturno nº 1, 2 e 3, op. 33, per piano. | Musica solista (piano)                   |
| 1883      | Op. 034    | Impromptu nº 3, op. 34, per piano. | Musica solista (piano)                   |
| 1884      | Op. 035    | Madrigal (su un poema di Armand Silvestre). | Musica vocale                            |
| 1884      | Op. 035    | Madrigal (A. Silvestre), op. 35, coro o quartetto vocale e piano.                                                                                           | Musica corale                            |
| 1884      | Op. 036    | Notturno nº 04 op. 36, per piano. | Musica solista (piano)                   |
| 1884      | Op. 037    | Notturno nº 05 op. 37, pera piano. | Musica solista (piano)                   |
| 1884      | Op. 038    | Valse-caprice nº 2, op. 38, per piano. | Musica solista (piano)                   |
| 1884      | Op. 039    | Chansons op. 39 [I. Aurore.- II. Fleur jetée.- III. Le Pays de Réves (A. Silvestre). IV. Les Roses d'Ispahan (Leconte de Lisie], op. 39, melodia con piano. | Musica vocale (piano)                    |
| 1884      | Op. 040    | Sinfonia in re min. | Musica orchestrale (sinfonia)            |
| 1884      | s. op.     | Tu es Petrus, baritono solo, coro e órgano. | Musica corale (organo)                   |
| 1885      | Op. 041    | Barcarola nº 02, op. 41, per piano. | Musica solista (piano)                   |
| 1885      | Op. 042    | Barcarola nº 03, op. 42, per piano. | Musica solista (piano)                   |
| 1886      | Op. 043    | Chansons op. 43 [I. Noél (V. Wilder).- II. Noctume (V. de I'Isle-Adam)], melodia con piano.                                                                 | Musica vocale (piano)                    |
| 1886      | Op. 044    | Barcarola nº 04, op. 44, per piano. | Musica solista (piano)                   |
| 1886      | Op. 045    | Quartetto per piano e archi nº 2, opus 45. | Musica da camera (quartetto)             |
| 1886      | Op. 050    | Pavane, per orchestra. | (orchestra)                              |
| 1887      | Op. 046    | Chansons op. 46 [I. Les présents (Villiers de I'Isle Adam).- II. Clair de Lune (Verlaine)], melodia con piano.                                              | Musica vocale (piano)                    |
| 1887      | Op. 047/1  | O Salutaris, op. 47/1, una voce e organo. | Musica vocale (organo)                   |
| 1888      | Op. 047/2  | Maria, mater gratiae, op. 47/2, 2 voci e organo. | Musica vocale (organo)                   |
| 1888      | Op. 052    | Caligula (Dumas), musica di scena per coro femminile e orchestra.                                                                                           | Musica incidentale (teatro)              |
| 1888      | Op. 053    | Op. 53 | -                                        |
| 1888/89   | Op. 051    | Chansons op. 51 [I. Larmes.- II. Au Cimetiére (J. Fichepin).- III. Spleen (Verlaine).- IV. La Rose (Leconte de Lisle)], melodia con piano.                  | Musica vocale (piano)                    |
| 1889      | Op. 049    | Petite Piéce, op. 49, per violoncello e piano. | Musica strumentale (violoncello e piano) |
| 1889      | Op. 057    | Shylock Suite (E. Haraucouri secondo Shakespeare), musica di scena per tenore e orchestra.                                                                  | Musica incidentale (teatro)              |
| 1889      | s. op.     | En prière (St. Bordese), melodia con piano. | Musica vocale (piano)                    |
| 1890      | Op. 054    | Ecce fidelis servus, op. 54, 3 voci, organo e cb. | Musica corale (órgano)                   |
| 1890      | Op. 055    | Tantum ergo, I op. 55, una voce solista, coro e organo. | Musica corale (organo)                   |
| 1891      | Op. 048    | Requiem, op.48, solisti, coro e orchestra. | Musica corale (orchestra)                |
| 1891      | Op. 058    | [5] Melodie sul poema di Verlaine chiamate «di Venezia». | Musica vocale                            |
| 1892      | Op. 059    | Valse-caprice nº 3, op. 59, per piano. | Musica solista (piano)                   |
| 1892      | Op. 060    | Op. 60 | -                                        |
| 1892/93   | Op. 061    | La Bonne Chanson (Verlaine), op. 61, melodie. | Musica vocale (piano)                    |
| 1893      | Op. 078    | Sicilienne, op. 78, per violoncello e piano. | Musica strumentale (violoncello e piano) |
| 1893      | s. op.     | Sérénade du bourgeois gentilhomme. | -                                        |
| 1893/96   | Op. 056    | Dolly, 6 pezzi per piano a quattro mani. | Musica solista (piano a 4 mani)          |
| 1894      | Op. 062    | Valse-caprice nº 4, per piano. | Musica solista (piano)                   |
| 1894      | Op. 063    | Notturno nº 06 op. 63, per piano. | Musica solista (piano)                   |
| 1894      | Op. 063bis | Hymne a Apollon (canto gregoriano), op. 63 bis, armonia per canto e arpa, flauto e 2 clarinetti.                                                            | Musica vocale (strumenti)                |
| 1894      | Op. 064    | Op. 64 | -                                        |
| 1894      | Op. 066    | Barcarola nº 05, op. 66, per piano. | Musica solista (piano)                   |
| 1894      | Op. 065/1  | Ave verum, op. 65/1, 2 voci femminili e organo. | Musica vocale (organo)                   |
| 1894      | Op. 065/2  | Tantum ergo II op. 65/2, solisti e coro femminile a 3 voci.                                                                                                 | Musica corale                            |
| 1894      | Op. 083    | Chansons op. 83 [I. Joríson (Verlaine.- II. Soir (A. Samain)], melodia con piano.                                                                           | Musica vocale (piano)                    |
| 1894/95   | Op. 069    | Romance op. 69, per violoncello e piano. | Musica strumentale (violoncello e piano) |
| 1895      | Op. 067    | Salve Regina e Ave Maria, op. 67, una voce e organo. | Musica vocale (organo)                   |
| 1895      | Op. 068    | Allegro sinfonico (1º mov. della suite di orchestra op. 20), op. 68.                                                                                        | Musica orchestrale                       |
| 1895      | Op. 073    | Thèmes et Variations, op. 73. | Musica solista (piano)                   |
| 1896      | Op. 070    | Barcarola nº 06, op. 70, per piano. | Musica solista (piano)                   |
| 1896      | Op. 071    | Op. 71 | -                                        |
| 1896      | Op. 072    | Pleurs d'or (A. Samain), op. 72, duo per mezzo-soprano e baritono.                                                                                          | Musica vocale (piano)                    |
| 1897      | Op. 056.a  | Dolly, suite op. 56 (versione orchestrale di H. Rabaud) [(Berceuse, Mi-a-ou, Le Jardin de Dolly, Kitty-Valse, Tendresse, Le Pas Espagnol)].                 | Musica orchestrale (suite)               |
| 1897      | Op. 074    | Notturno nº 07 op. 74, per piano. | Musica solista (piano)                   |
| 1897      | Op. 075    | Andante, per violino e piano. | Musica strumentale (duo)                 |
| 1897      | Op. 076    | Chansons op. 76 [I. Le Parfum impensable (L. de Lisle).- II Arpége (A. Samain)], melodia con piano.                                                         | Musica vocale (piano)                    |
| 1897      | Op. 077    | Papillon, per violoncello e piano. | Musica strumentale (violoncello e piano) |
| 1898      | Op. 079    | Fantasía, per flauto e piano. | Musica strumentale (duo)                 |
| 1898      | Op. 080    | Pelléas et Mélisande (Maeterlinck), op. 80, Musica di scena.                                                                                                | Musica incidentale (teatro)              |
| 1898      | Op. 081    | Op. 81 | -                                        |
| 1898      | Op. posth. | Chanson de Mélisande, op. Post, melodia con piano. | Musica vocale (piano)                    |
| 1899/1900 | Op. 082    | Prométhée (J. Lorrain y F. A. Hérold), opera. | Musica di opera                          |
| 1901      | Op. 088    | Le Voile du bonheur (G. Clemenceau), musica teatrale (inedita).                                                                                             | Musica incidentale (teatro)              |
| 1902      | Op. 085    | Chansons op. 85 [I. Dans la forêt de septembre II. La fleur qui va sur l'eau (C. Mendés).- III. A acompagnement (A. Samain], melodia.                       | Musica vocale (piano)                    |
| 1902      | s. op.     | Cadence per concerto di piano di Mozart, KV 49. | Musica solista (piano)                   |
| 1904      | Op. 086    | Impromptu per arpa, op. 86. | Musica solista (arpa)                    |
| 1904      | Op. posth. | Tantum ergo III, per voce solista e coro misto (o coro monodico ad lib.).                                                                                   | Musica vocale (piano)                    |
| 1904      | Op. 087    | Chansons op. 87 [I. Le plus doux chemin.- II. Le Ramier (A. Silvestre)], melodia con piano.                                                                 | Musica vocale (piano)                    |
| 1905      | Op. 089    | Quintetto per piano e archi nº 1, op. 89. | Musica da camera (quintetto)             |
| 1905      | Op. 090    | Barcarola nº 07, op. 90, per piano. | Musica solista (piano)                   |
| 1905      | Op. 091    | Impromptu nº 4, op. 91, per piano. | Musica solista (piano)                   |
| 1906      | s. op.     | Vocalíse-étude, melodia con piano. | Musica vocale (piano)                    |
| 1906      | Op. 092    | Le don silencieter (J. Dominique), op. 92, melodia con piano.                                                                                               | Musica vocale (piano)                    |
| 1906      | Op. 096    | Barcarola nº 08, op. 96, per piano. | Musica solista (piano)                   |
| 1907      | Op. 094    | Chanson (H. de Régnier), op. 94, melodia con piano. | Musica vocale (piano)                    |
| 1907      | Op. 095    | La Chanson d'Eve (Ch. van Lerberghe) melodia con piano. | Musica vocale (piano)                    |
| 1907/12   | s. op.     | Pénélope, opera. | Musica da opera                          |
| 1908      | Op. 100    | Op. 100 | -                                        |
| 1908      | Op. 084    | [8] Pezzi brevi (incluso il Notturno nº 8) op. 84, per piano.                                                                                               | Musica solista (piano)                   |
| 1908      | Op. 097    | Notturno nº 09, op. 97, per piano. | Musica solista (piano)                   |
| 1908      | Op. 098    | Serenade, op. 98, per violoncello e piano. | Musica strumentale (violoncello e piano) |
| 1908      | Op. 099    | Notturno nº 10 v 99, per piano. | Musica solista (piano)                   |
| 1909      | Op. 101    | Barcarola nº 09, op. 101, per piano. | Musica solista (piano)                   |
| 1909/10   | Op. 103    | [9] Préludes, op. 103. | Musica solista (piano)                   |
| 1910      | Op. 102    | Impromptu nº 5, op. 102, per piano. | Musica solista (piano)                   |
| 1913      | Op. 086bis | Impromptu nº 6, op. 86bis (versione originale per arpa op. 86), per piano.                                                                                  | Musica solista (piano)                   |
| 1913      | Op. 104.1  | Nocturno nº 11 op. 104 nº 1, per piano. | Música solista (piano)                   |
| 1913      | Op. 104.2  | Barcarola nº 10, op. 104 nº 2, per piano. | Musica solista (piano)                   |
| 1913      | Op. 105    | Barcarola nº 11, op. 105, per piano. | Musica solista (piano)                   |
| 1914/15   | Op. 106    | Le Jardin clos (Ch. Van Laberghe), melodia con piano. | Musica vocale (piano)                    |
| 1915      | Op. 106bis | Barcarola nº 12, op. 106bis, per piano. | Musica solista (piano)                   |
| 1915      | Op. 107    | Notturno nº 12, op. 107, per piano. | Musica solista (piano)                   |
| 1917      | Op. 108    | Sonata per violino e piano nº 2. | Musica strumentale (violino e piano)     |
| 1917      | Op. 109    | Sonata per violoncello e piano nº 1, op. 109. | Musica strumentale (violoncello e piano) |
| 1917/18   | Op. 111    | Fantasia per piano e orchestra. | Musica orchestrale (concertante)         |
| 1918      | Op. 110    | Une chatelaine en sa tour, per arpa. | Musica solista (arpa)                    |
| 1918/20   | Op. 112    | Masques et bergamasques, suite d'orchestra. | Musica orchestrale (suite)               |
| 1919      | Op. 113    | Mirages (Baronne de Brimont), melodia con piano. | Musica vocale (piano)                    |
| 1919      | Op. 114    | C'est la paix, melodia con piano. | Musica vocale (piano)                    |
| 1921      | Op. 115    | Quintetto per piano e archi nº 2, op. 115. | Musica da camera (quintetto)             |
| 1921      | Op. 116    | Barcarola nº 13, op. 116, per piano. | Musica solista (piano)                   |
| 1921      | Op. 117    | Sonata per violoncello e piano nº 2, op. 117. | Musica strumentale (violoncello e piano) |
| 1921      | Op. 119    | Notturno nº 13 op. 119, per piano. | Musica solista (piano)                   |
| 1921      | s. op.     | Chant funéraire, per il centenario della morte di Napoleone.                                                                                                | Musica vocal                             |
| 1921/22   | Op. 118    | L'Horizon Chimérique (Jean de la Ville de Mirmonti), melodia con piano.                                                                                     | Musica vocale (piano)                    |
| 1923/24   | Op. 120    | Trio per violino, violoncello e piano. | Musica di camera (trio)                  |
| 1924      | Op. 121    | Quartetto d'archi, op. 121. | Musica da camera (quartetto)             |